# Stamp Act (1765)

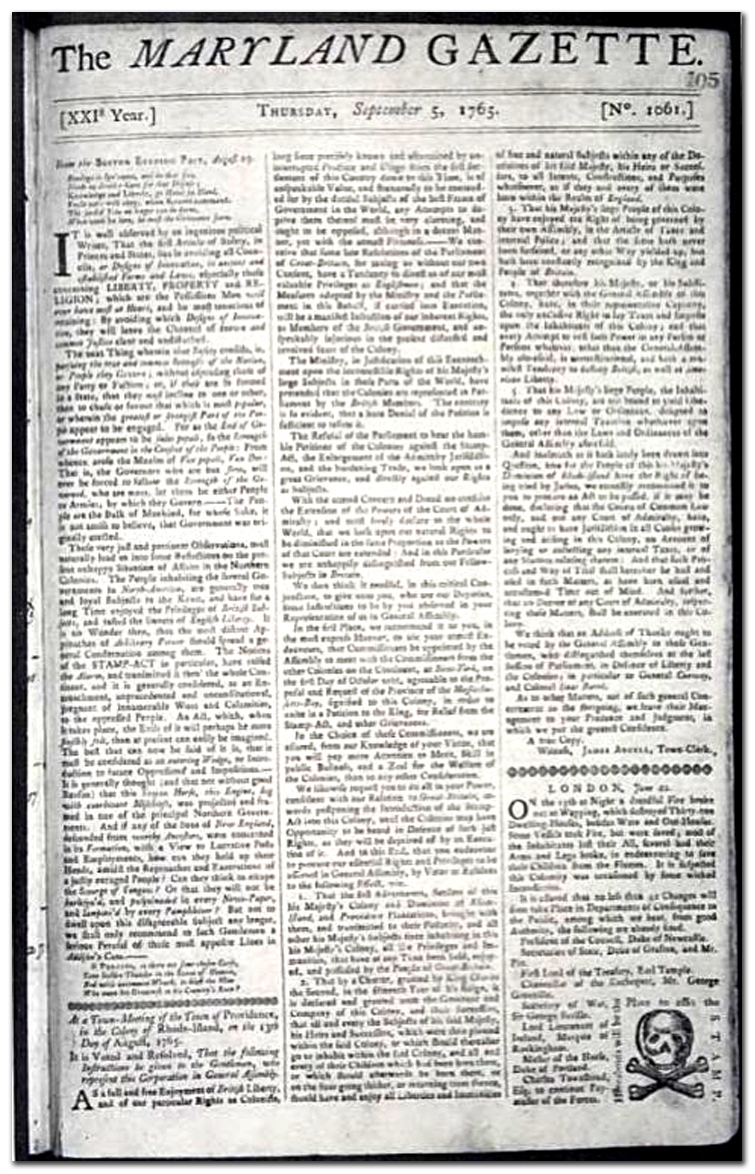
Maryland Gazette del 5 settembre 1765. Nel rettangolo contenente un teschio e due ossa incrociate indicava la posizione dove doveva essere applicato il bollo indicante il pagamento della tassa, come previsto dallo Stamp Act.

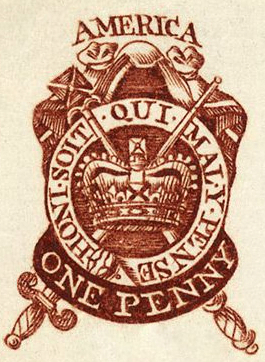
Marca da bollo da un penny (1765)

Lo STAMP ACT ("legge del bollo") fu una legge approvata dal Parlamento di Londra il 22 marzo del 1765 riguardante i libri, i giornali e gli stampati in genere. Essa imponeva ai cittadini inglesi residenti nelle colonie dell'America Settentrionale di pagare una tassa su ogni foglio stampato, incluse le carte di bordo, i documenti legali, le licenze, i giornali e tutte le altre pubblicazioni. La carta da stampa doveva provenire dall'Inghilterra e portare una marca da bollo (stamp) in rilievo che testimoniava il pagamento della tassa. In questo modo la Corona inglese rivendicava la proprietà di tutto quello che veniva pubblicato nelle colonie. I proventi della legge furono destinati a coprire le spese militari sostenute per difendere la frontiera americana vicino ai monti Appalachi (guerra dei sette anni). 
L'introduzione di questa legge scatenò diverse proteste all'interno delle colonie che sostenevano di essere state tassate senza il loro consenso e senza nessun motivo; dopo proteste e manifestazioni spesso violente, lo Stamp Act fu abrogato il 18 marzo 1766. Il parlamento Inglese per rivendicare il suo potere sulle colonie firmò però il Declaratory Act il quale stabiliva l'autorità di emanare leggi di qualsiasi sorta e su qualsiasi questione ("in all cases whatsoever") per governare le colonie e il popolo americano.

## Cronologia degli eventi

### Guerra dei sette anni
Uno dei fatti che scatenò l'introduzione dello Stamp Act fu la guerra dei sette anni. Sebbene l'Inghilterra fosse uscita vittoriosa dal conflitto, la guerra dei sette anni era stata infatti molto costosa e comportò un forte incremento nel debito nazionale, fino quasi a raddoppiarlo. Per questo motivo il parlamento pensò che fosse necessario tassare le colonie americane, in quanto la maggior parte dei soldi spesi per il conflitto erano destinati alle truppe stazionate sul confine del Nord America. Inoltre le spese post-guerra sarebbero state altrettanto elevate; circa 10 000 soldati sarebbero rimasti posizionati nelle colonie americane incrementando ancora di più i costi e le spese. 
La ragione principale che spinse il governo inglese a mantenere attive così tante truppe era che se l'esercito fosse stato smobilitato molti ufficiali, in contatto con diversi esponenti importanti del parlamento, sarebbero rimasti senza lavoro e dato che l'Inghilterra era riluttante all'idea di tenere l'esercito nella madre patria, pensarono fosse una soluzione migliore lasciarlo stanziato nel territorio americano. La decisione di lasciare le truppe in America si rivelò una buona strategia, infatti dopo la Pace di Parigi del 1763 l'Inghilterra ottenne il controllo di diversi territori prima in mano ai francesi, come la valle dell'Ohio e il Canada e la presenza militare aiutò a gestire le nuove terre conquistate. Inoltre l'esercito intervenne anche nel maggio del 1763 durante la Ribellione di Pontiac, una rivolta dei Nativi Americani con lo scopo di fermare l'espansionismo Inglese. Questi avvenimenti rinforzarono l'idea che mantenere i 10.000 uomini stanziati su quel territorio era la mossa vincente per gestire i territori oltre oceano.

### Clima politico

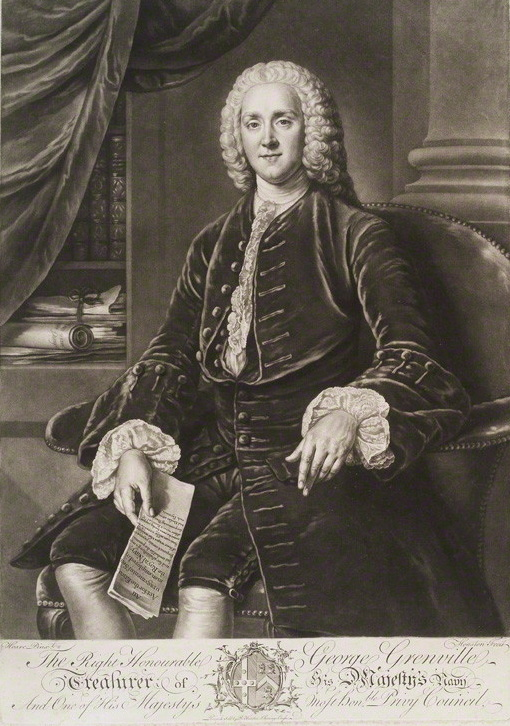
Il primo ministro inglese George Grenville

Nell'aprile 1763 George Grenville fu eletto Primo Ministro e si ritrovò a dover escogitare un modo per far fronte alle spese ingiustificate dell'esercito durante un periodo di pace. Aumentare le tasse in Inghilterra era fuori questione, dato che era già in atto una fortissima protesta per la Cider tax, una tassa sulla produzione di sidro che aveva già messo a repentaglio la stabilità politica del precedente ministro. Per questo motivo Grenville fu costretto a cercare altrove una soluzione e tassare le colonie americane sembrò una buona idea.
I politici inglesi discutevano da tempo sul fatto che l'America dovesse contribuire alle spese di difesa, dato che erano i loro territori a essere messi in pericolo dalla presenza francese nel continente. Le legislature coloniali si mobilitarono subito per fornire assistenza, incrementarono infatti il numero di milizie coloniali per assicurare una protezione maggiore, le quali però furono dismesse durante la pace del 1763. Questo dimostrò la contraddizione del piano inglese e pose le fondamenta per l'inizio della ribellione allo Stamp Act.

### Sugar Act
La prima tassa introdotta in America dal programma di Grenville per risanare il debito fu lo Sugar Act del 1764, che prevedeva una modifica del precedente Molasses Act, il quale imponeva di pagare 6 pence per ogni gallone di melassa importata da qualsiasi paese straniero nelle colonie inglesi. Lo scopo era quello di rendere la melassa estera così costosa da creare un monopolio per quella importata dalle Indie Britanniche Occidentali, ma questo obbiettivo non venne mai raggiunto.
Lo Sugar Act riduceva la precedente tassa a 3 pence per gallone, con la speranza che un importo minore sarebbe stato meglio accettato dal popolo e quindi sarebbe aumentata anche la somma di denaro raccolto.
Inizialmente le colonie americane si opposero allo Sugar Act per ragioni economiche, ma poco dopo riconobbero i problemi costituzionali che l'introduzione della tassa portava alla luce. Infatti secondo la costituzione britannica, il popolo inglese non poteva essere tassato senza il suo consenso, il che si rifletteva nella scelta dei rappresentanti in parlamento, mentre le colonie non avevano la facoltà di eleggere membri del parlamento, quindi questa tassa violava un diritto fondamentale dei cittadini inglesi e degli abitanti delle colonie. 
La protesta contro lo Sugar Act fu solo l'inizio della rivolta delle colonie al grido di "No taxation without representation" (Nessuna tassazione senza rappresentanza): la vera esplosione popolare si ebbe l'anno successivo con l'introduzione dello Stamp Act.

## Stamp Act

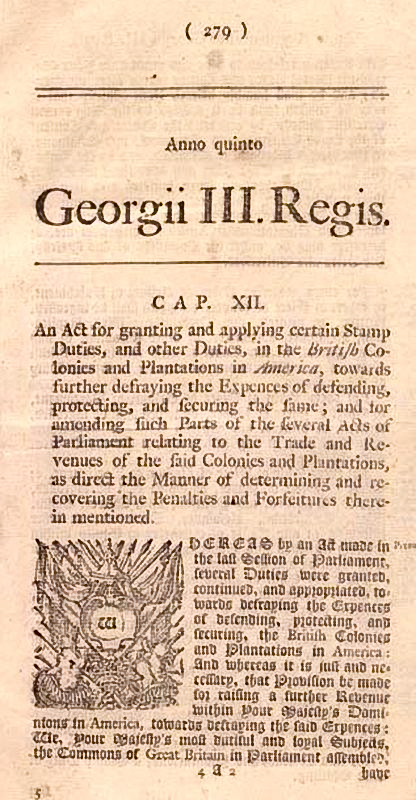
La legge pubblicata su un giornale dell'epoca (1765)

Anche se Grenville sosteneva fortemente la facoltà del parlamento di tassare le colonie, nel febbraio del 1765 si incontrò a Londra con alcuni portavoce delle colonie, incluso Benjamin Franklin; durante l'incontro Grenville informò i delegati che era aperto a suggerimenti da parte delle colonie per trovare un altro approccio per risanare il debito dello stato. Nessuno dei rappresentanti coloniali sembrò però offrire una valida alternativa, ma erano comunque convinti che la decisione era da lasciare ai governi delle colonie americane e non al parlamento inglese.
Con la necessità imminente di trovare fondi, Grenville portò il dibattito in parlamento che, dopo una lunga discussione, il 22 marzo 1765 passò lo Stamp Act con data di entrata in vigore effettiva fissata per il 1º novembre 1765.
La legge prevedeva somme e importi diversi a seconda del documento su cui andava apposto il bollo. La tassa più alta, di ben 10 sterline, era riservata alle licenze giuridiche, mentre su tutti gli altri atti processuali andava applicata una marca da bollo dai 3 pence alle 10 sterline. Anche gli atti di proprietà dei territori sotto i 100 acri furono tassati di una sterlina e 6 pence, mentre quelli tra i 200 e i 320 acri 2 sterline e 6 pence, che andavano raddoppiati per ogni 320 acri aggiuntivi. La tassa comprendeva inoltre i giornali e i pamphlet con un importo di un penny per ogni pagina e la tassa prevedeva un incremento proporzionale a seconda della lunghezza.
Le alte tasse che gravavano sugli avvocati e sugli studenti dei college erano progettate appositamente per limitare la crescita di una classe dirigente nelle colonie; inoltre i bolli andavano acquistati con la valuta inglese, molto rara rispetto alla più comune moneta coloniale. Per evitare di esportare valuta al di fuori delle colonie, i ricavati andavano spesi in America, specialmente per provvedere alle scorte e ai salari dei membri dell'esercito inglese ivi stanziati.
Due provvedimenti dello Stamp Act riguardanti i tribunali attirarono molto l'attenzione; infatti questo atto legittimava il Tribunale dell'Ammiragliato a punire i trasgressori, anche se solitamente l'uso di questa corte era stato limitato ai casi di contratti e dispute marittime. Gli abitanti delle colonie videro quindi in questo provvedimento un tentativo di delegittimare i tribunali locali, con altri controllati direttamente dall'Inghilterra. Inoltre nel testo dell'atto era prevista una tassazione per i documenti dei tribunali che esercitavano una giurisdizione ecclesiastica, ma questi organi giudiziari non erano presenti nelle colonie e nessun vescovo aveva la possibilità di presiedere un processo; infatti molti antenati degli abitanti delle colonie avevano lasciato l'Inghilterra proprio per sfuggire all'influenza e al potere politico delle istituzioni religiose e questo poteva essere il primo passo per introdurre le vecchie tradizioni nelle colonie.

## Reazioni delle colonie
Il problema costituzionale sollevato dall'introduzione dello Stamp Act divenne subito un argomento scottante all'interno delle colonie, infatti si dibatté a lungo sulla questione "tassazione senza rappresentanza". Benjamin Franklin durante l'Albany Congress sottolineò come questa legge violava uno dei fondamentali Rights of Englishmen, cioè i diritti fondamentali di tutti gli inglesi e gli abitanti delle colonie britanniche, in quanto con lo Stamp Act erano stati tassati senza aver avuto la possibilità di eleggere membri del Parlamento. 
Contro questa teoria si schierò Thomas Whately, Segretario del Tesoro e autore dello Stamp Act, il quale teorizzò in una pubblicazione il concetto di "rappresentanza virtuale", cioè che tutti gli abitanti dell'Inghilterra e delle Colonie erano comunque rappresentati dai membri del parlamento anche se il 75% dei maschi adulti inglesi non aveva i requisiti per essere elettore; infatti ogni membro del parlamento non è rappresentante solo di chi lo ha eletto, ma fa le veci di tutte le persone che fanno parte della Gran Bretagna e rispettano la Costituzione.
La vera questione riguardava però le assemblee legislative coloniali; infatti gli americani temevano che con queste leggi il parlamento inglese volesse ridurre il potere dei tribunali locali, unico strumento di rappresentanza diretta dei coloni. A questo proposito Samuel Adams temeva che dopo lo Stamp Act arrivassero altri provvedimenti per tassare anche le proprietà terriere, i prodotti locali e ogni cosa in possesso delle colonie fino a rendere i cittadini inglesi dei privilegiati e gli abitanti dell'America degli schiavi di uno stato tributario che li sfruttava solo per sanare i debiti.

### Cooperazione delle colonie

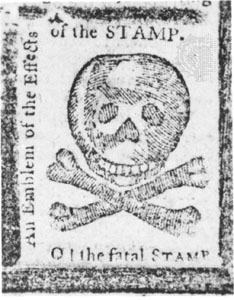
La protesta dei residenti americani contro la legge

Durante tutto il 1764 le colonie cercano di far fronte comune contro il Parlamento inglese, un primo grande passo per la cooperazione delle colonie e la loro unità. Diversi stati come Massachusetts, New York, New Jersey, Virginia, Rhode Island e Connecticut mandarono lettere di protesta in Inghilterra contro lo Stamp Act, affermando di non avere denaro sufficiente per pagare la tassa e sottolineando ancora una volta la violazione dei loro diritti. Alla fine del 1765 tutte le tredici colonie, con l'eccezione di Georgia e North Carolina, attraverso i tribunali coloniali, avevano approvato diverse forme di protesta.
Una grande svolta si ebbe nel maggio 1765 quando fu convocata la Virginia House of Burgesses, che dopo aver discusso sullo Stamp Act il 30 maggio approvò il Virginia Resolves, cioè le decisioni prese dall'assemblea coloniale riguardo alla tassazione imposta dall'Inghilterra.
Con questi provvedimenti si abolivano le immunità e i privilegi da tempo posseduti dai cittadini inglesi e in modo particolare sulla tassazione venne stabilito che le persone potevano essere tassate solo da sé stesse o da rappresentanti scelti direttamente, i quali dovevano tener conto del carico di tasse che i coloni erano disposti a sopportare e del modo per stabilirle o incrementarle in maniera equa, unica soluzione per evitare una gravosa tassazione e mantenere viva la libertà sancita nella costituzione.
L'assemblea chiedeva inoltre al re e al Parlamento di rispettare le politiche interne e le assemblee coloniali, in quanto elette e approvate con il loro consenso e infine stabiliva che solo l'assemblea generale della Virginia aveva il potere di stabilire tasse e imposizioni per gli abitanti della colonia e ogni tentativo di negare questo diritto sarebbe stato interpretato come un modo di demolire la libertà americana.
Il 6 giugno 1765 la Massachusetts Lower House propose un incontro a New York fissato per il primo martedì di ottobre; lo scopo era di riunire i rappresentanti di tutte le colonie per consultarsi insieme sullo stato delle colonie e sui provvedimenti presi dal Parlamento riguardo ai doveri e alle tasse. L'assemblea avrebbe poi dovuto decidere di comune accordo come agire per protestare contro il Parlamento e chiedere l'abrogazione delle tasse.

### New York
New York fu la principale colonia a guidare le proteste allo Stamp Act; infatti entrambe le fazioni politiche si opponevano fortemente alla tassa e durante un incontro alla Burns Tavern, James DeLancey propose di boicottare tutte le importazioni provenienti dall'Inghilterra fino all'abrogazione dello Stamp Act e tutti i mercanti si rifiutarono di vendere qualsiasi tipo di bene proveniente dalla madre patria.
La rivolta si spostò anche sulle strade e tra la gente comune; il 1º novembre venne distrutto il magazzino contenente le marche da bollo della casa di Thomas James, uno dei comandanti inglesi stanziati a Fort George, e diverse navi che trasportavano i bolli furono attaccate nel porto di New York e il contenuto venne distrutto.

Diverse persone incaricate di vendere le marche da bollo con la tassa si licenziarono e rinunciarono al lavoro, poiché per tutta la città vennero appesi volantini di minacce che promettevano di punire chi avesse venduto o comprato le marche da bollo.
Le dimostrazioni popolari si susseguirono per le vie della città per quattro giorni di fila e culminarono con l'attacco da parte di 200 persone alla casa del Governatore Cadwallader Colden, danneggiando diverse proprietà.
 
Le proteste continuarono per tutto il corso dell'anno senza che le autorità locali riuscissero a fermarle.

### Rivolte nelle strade

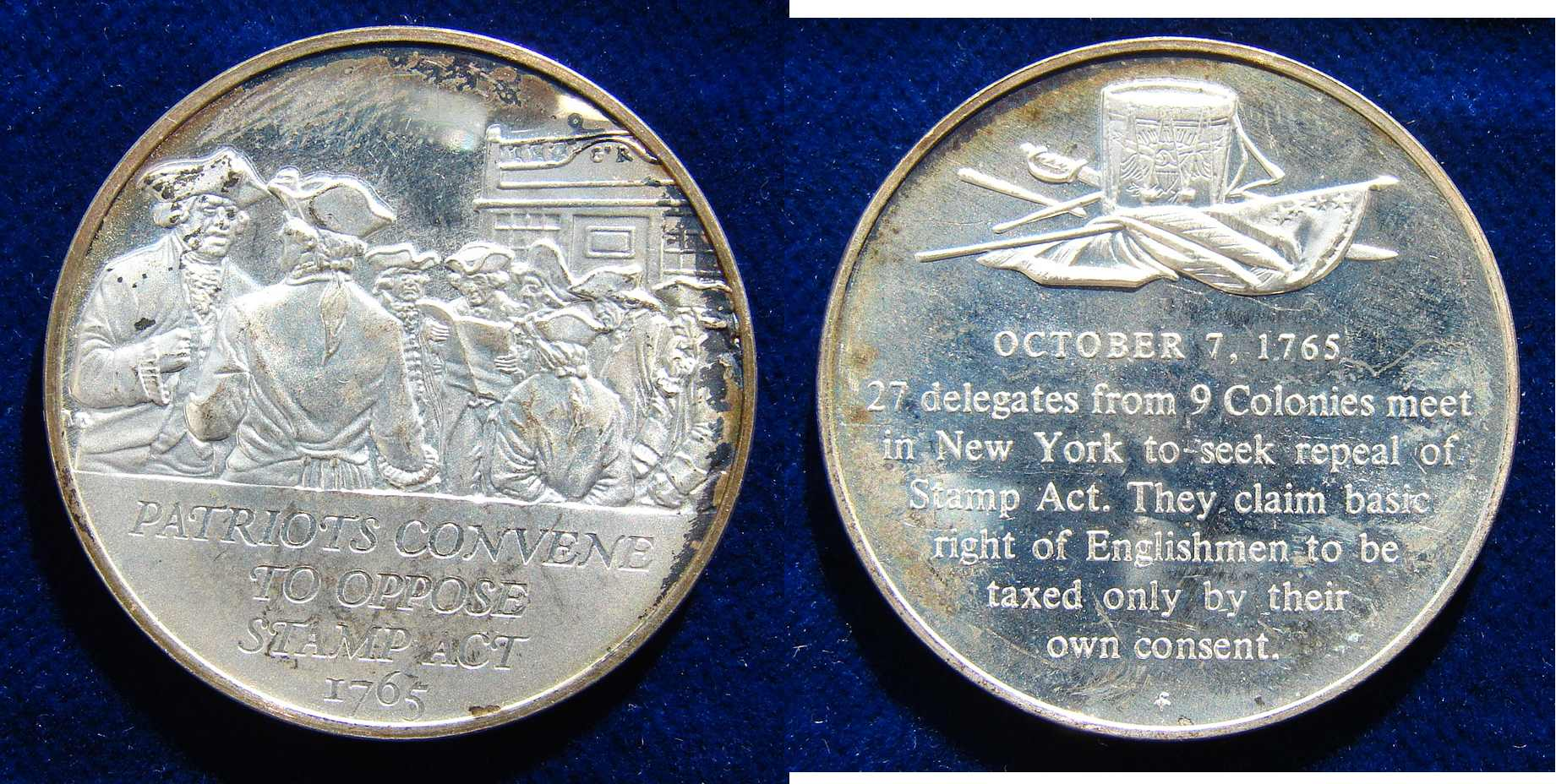
Medaglia della rivoluzione americana (guerra d'indipendenza) (1765)

Boston fu teatro di molte proteste cittadine; il 14 agosto 1765 uno dei distributori delle marche da bollo fu impiccato pubblicamente come segno di rivolta al potere inglese. Allo sceriffo Stephen Greenleaf fu ordinato di togliere il corpo, ma subì l'opposizione della folla e non riuscì a portare a termine l'incarico. Anche a Rhode Island ci furono violenze nelle strade, infatti il 27 agosto la folla costruì una forca vicino alla Town House e giustiziò tre ufficiali accusati di essere rivenditori di francobolli; nei giorni seguenti furono devastate proprietà appartenenti a membri dell'esercito e diversi carichi di marche da bollo furono incendiati.
Altre dimostrazioni popolari ebbero luogo in New Hampshire, Maryland, North Carolina e South Carolina, fino a che 12 tra i distributori delle marche da bollo rinunciarono al proprio incarico poiché temevano per la loro vita. La tassa comprendeva anche le colonie caraibiche che si ribellarono a loro volta contro la legge; a St. Kitts e Nevis, le navi contenenti i francobolli furono tutte dirottate o distrutte, al punto tale che nessuna marca da bollo raggiunse mai il territorio. Tutti i territori caraibici riuscirono con successo a non applicare mai lo Stamp Act e quindi a non pagare la tassa imposta.
L'effetto di queste proteste scatenò l'ira degli americani e li unì come mai era successo prima. L'opposizione allo Stamp Act cambiò la percezione delle colonie che si vedevano come un fronte unito contro l'Inghilterra.

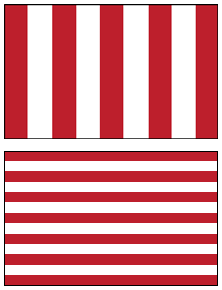
Bandiera dei "Figli della Libertà"

### Sons of Liberty
Nel 1766 le dimostrazioni popolari all'interno di molte colonie fecero confluire le organizzazioni locali all'interno di un'organizzazione inter-coloniale più grande chiamata Sons of Liberty (Figli della libertà) guidata da Isaac Sears, John Lamb, e Alexander McDougall. Il 6 novembre un comitato eletto a New York si mise in contatto con le altre colonie per coordinare la rivolta fino a coinvolgerle quasi tutte e 13. 
Anche se all'inizio i leader dei Sons of Liberty erano membri medi della società, coinvolsero anche le forze politiche per avere un impatto maggiore e coinvolgere le masse; molti membri infatti erano editori e contribuirono a distribuire articoli riguardanti gli incontri e le dimostrazioni organizzate.
L'organizzazione sosteneva la fedeltà al governo inglese, ma si riservava la possibilità di un'azione militare con scopo difensivo se le loro richieste non fossero state ascoltate. In risposta le autorità britanniche tentarono di denigrarli soprannominandoli Sons of Violence e Sons of Iniquity.
In molti casi gli incontri pubblici si trasformarono in violenze; le classi meno agiate erano d'accordo con gli ideali presentati dall'associazione e credevano in un'azione più diretta; per questo motivo incendiarono diverse proprietà di ufficiali e autorità inglesi che più di una volta divennero vittime della massa.

## Stamp Act Congress
Nell'ottobre del 1765 a New York nella Federal Hall si tenne lo Stamp Act Congress, un'assemblea a cui parteciparono 27 delegati di 9 colonie e che si proponeva di delineare una petizione formale da inviare al Parlamento, spiegando perché non avesse il diritto di tassarli.
I delegati avevano un'età compresa tra i 26 e i 65 anni e 10 di loro erano avvocati, 10 mercanti e 7 proprietari terrieri; tutti avevano già ricoperto cariche pubbliche nelle colonie. Il New Hampshire si rifiutò di inviare delegati mentre North Carolina, Georgia e Virginia non furono rappresentati poiché i loro governi non diedero la possibilità di eleggere i candidati da inviare a New York.
 
Anche se non tutte le colonie erano rappresentate, alla fine tutte e 13 firmarono le decisioni prese dal congresso e la petizione da inviare al re e al Parlamento inglese.
Lo Stamp Act Congress si riunì per dodici giorni consecutivi; non vi era pubblico presente e nessuna informazione trapelò prima della fine dell'assemblea. Il prodotto finale del congresso venne chiamato Declaration of Rights and Grievances, scritta da John Dickinson, rappresentante della Pennsylvania. La dichiarazione comprendeva quattordici punti su cui le colonie protestavano; infatti oltre a volere l'abrogazione dello Stamp Act asseriva che gli abitanti delle colonie possedevano tutti i diritti dei cittadini inglesi e diritti in quanto esseri umani e, dato che non potevano eleggere i membri del parlamento, quest'ultimo non poteva rappresentarli, solo le assemblee coloniali potevano imporre tasse alle colonie. Dichiararono inoltre che l'estensione dell'autorità dei tribunali dell'ammiragliato alle questioni non-navali era un abuso di potere da parte della Gran Bretagna.
La natura legale di questo congresso causò molto allarme in Inghilterra; era la prima volta che le colonie si coalizzavano contro il parlamento. Inoltre molte pressioni vennero dai mercanti i cui affari con l'America avevano subito un drastico crollo a causa delle proteste allo Stamp Act.

## Abrogazione

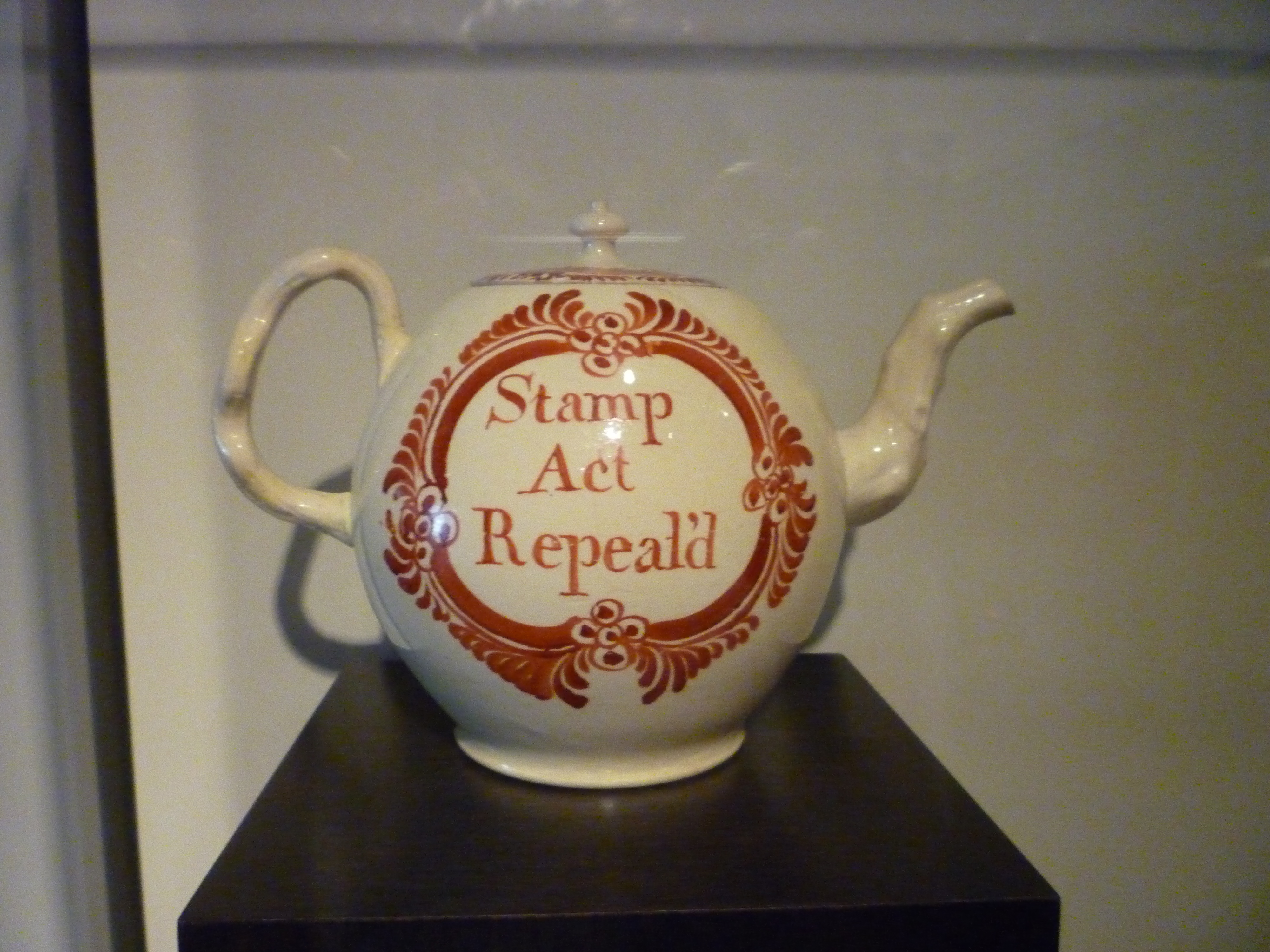
Teiera recante una scritta che inneggia all'abrogazione della legge

Il 10 luglio 1765, George Grenville fu sostituito come Primo Ministro da Lord Rockingham, che si ritrovò a fare i conti con le proteste americane allo Stamp Act.
Gli effetti economici che avevano causato le rivolte dei mercanti delle colonie spingevano i membri dell'alta società inglese a chiedere una risoluzione dei conflitti, anche alla luce del fatto che i pochi soldi riscossi con l'entrata in vigore di queste leggi non sarebbero comunque bastati a coprire il debito causato dalla guerra.

Nel dicembre del 1765 il Parlamento rifiutò la soluzione proposta da Grenville, che era rimasto membro della camera, il quale proponeva di condannare la resistenza delle colonie e far rispettare la legge. Quando il Parlamento si riunì nuovamente il 14 gennaio 1766, a seguito anche delle proteste dei mercanti che avevano iniziato a creare comitati per risolvere la questione, il Primo Ministro Rockinghan propose formalmente l'abrogazione.
Durante il dibattito alcuni membri dichiararono che il modo di agire di Grenville riguardo alle colonie era totalmente sbagliato e il Parlamento non aveva il diritto di tassare i territori americani, anche se essi dovevano comunque mostrare lealtà all'Inghilterra. 
Tra il 17 e il 27 gennaio Rockingham spostò l'attenzione dall'aspetto costituzionale a quello finanziario, presentando petizioni da parte di cittadini che si lamentavano delle ripercussioni economiche causate dalle rivolte.
Il 21 febbraio la decisione di abrogare lo Stamp Act fu presentata in Parlamento e approvata; il re diede il suo consenso il 18 marzo 1766.

## Conseguenze

### Declaratory Act
Per limitare gli impatti costituzionali sollevati dalle proteste contro lo Stamp Act dopo l'abrogazione di quest'ultimo, il Parlamento inglese approvò il Declaratory Act, una legge per rinforzare il dominio inglese sulle colonie.

L'atto stabiliva l'autorità del Parlamento a prendere decisioni di qualsiasi natura sia in Inghilterra sia in America; il potere assoluto del Parlamento non poteva essere in alcun modo contrastato dai governi coloniali, che si dovevano sottomettere ai voleri della madre patria su questioni di qualsiasi sorta anche se non erano rappresentati in parlamento.

### Rivoluzione americana
Le proteste allo Stamp Act e in particolare l'associazione dei Sons of Liberty, posero le fondamenta per la cooperazione tra le colonie e l'unità dell'America. Infatti simili rivolte si ebbero qualche anno dopo, nel 1767, contro il Townshend Act e lo Stamp Act Congress fu un precursore del Continental Congress che stabilì l'indipendenza americana dall'Inghilterra.
In particolar modo la non rappresentanza in Parlamento da parte delle colonie scatenò un forte dibattito negli anni successivi e le continue tassazioni da parte dell'Inghilterra mossero le colonie sul cammino della Rivoluzione Americana.